# كينيث هوارد
كينيث هوارد (بالإنجليزية: Kenneth Howard, 1st Earl of Effingham)‏ (و. 1767 – 1845 م) هو عسكري، من المملكة المتحدة، ويحمل رتبة عسكرية lieutenant-general، توفي عن عمر يناهز 78 عاماً.

## الخدمة العسكرية
خدم في الجيش البريطاني.